# IC 4647
IC 4647 је спирална галаксија у сазвјежђу Рајска птица која се налази на листи објеката дубоког неба у Индекс каталогу.
Деклинација објекта је - 80° 11' 42" а ректасцензија 17h 26m 4,2s. Привидна величина (магнитуда) објекта IC 4647 износи 13,3 а фотографска магнитуда 14,3. IC 4647 је још познат и под ознакама ESO 24-5, PGC 60280.